# 누에보레온주

누에보레온 주

누에보레온주(스페인어: Nuevo León)는 멕시코 북동부에 위치한 주로 주도는 몬테레이이며 면적은 64,156km2, 인구는 4,826,292명(2012년 기준), 인구 밀도는 75명/km2이다. 1824년 5월 7일에 신설되었으며 51개 지방 자치체를 관할한다. 북쪽과 동쪽으로는 타마울리파스주, 남쪽으로는 산루이스포토시주, 서쪽으로는 코아우일라주와 접한다. 북쪽에 위치한 미국 텍사스주와는 15km의 경계를 접한다.
기아자동차의 멕시코 현지공장이 누에보레온 주 페스케리아에 있다.

## 인구

주기
주 문장

| 연도 | 인구      | ±%     |
| ---- | --------- | ------ |
| 1895 | 311,665   | —      |
| 1900 | 327,937   | +5.2%  |
| 1910 | 365,150   | +11.3% |
| 1921 | 336,412   | −7.9%  |
| 1930 | 417,491   | +24.1% |
| 1940 | 541,147   | +29.6% |
| 1950 | 740,191   | +36.8% |
| 1960 | 1,078,848 | +45.8% |
| 1970 | 1,694,689 | +57.1% |
| 1980 | 2,513,044 | +48.3% |
| 1990 | 3,098,736 | +23.3% |
| 1995 | 3,550,114 | +14.6% |
| 2000 | 3,834,141 | +8.0%  |
| 2005 | 4,199,292 | +9.5%  |
| 2010 | 4,653,458 | +10.8% |
| 2015 | 5,119,504 | +10.0% |
| 2020 | 5,784,442 | +13.0% |

- 주기
- 주 문장